# Peropteryx
Genre
Peropteryx est un genre de chauves-souris insectivores.

## Liste des espèces
- Peropteryx kappleri Peters, 1867
- Peropteryx leucoptera Peters, 1867
- Peropteryx macrotis (Wagner, 1843)
- Peropteryx trinitatis Miller, 1899